# On the Rvn
On the Rvn (pronunciato On the Run) è il secondo extended play del rapper statunitense Young Thug, pubblicato il 24 settembre 2018 per le etichette discografiche 300 Entertainment e Atlantic Records per le piattaforme di streaming. L'EP presenta collaborazioni con 6lack, Jaden Smith, Elton John, T-Shyne ed Offset dei Migos.

## Tracce
1. On the Run (feat. Offset) – 4:23 (musica: London on da Track, Cubeatz)
2. Icey – 3:52 (musica: Wheezy, Keyyz, Outtatown)
3. Climax (feat. 6lack) – 3:09 (musica: London on da Track)
4. Sin (feat. Jaden Smith) – 3:22 (musica: London on da Track)
5. Real In My Veins (feat. T-Shyne) – 4:10 (musica: Supah Mario)
6. High (feat. Elton John) – 3:15 (musica: Stelios)

## Formazione
- Alex Tumay – missaggio
- London on da Track – missaggio aggiuntivo
- Joe LaPorta – mastering
- Bainz – registrazione (tracce 1-3)
- Shaah Singh – registrazione (traccia 4)
- Stafa – registrazione (traccia 6)

## Classifiche
| Classifica (2018)         | Posizione massima |
| ------------------------- | ----------------- |
| Canada                    | 27                |
| Norvegia                  | 24                |
| Stati Uniti               | 17                |
| Stati Uniti (R&B/Hip-Hop) | 13                |
| Svezia                    | 56                |